# Alburgh (village, Vermont)
Pour les articles homonymes, voir Alburgh.
Alburgh est un village à l'intérieur de la municipalité de Alburgh dans l'État américain du Vermont. Sa population était de 488 personnes en 2000.
Le village tient son nom d'Ira Allen. Après avoir été Alburg, le nom fut changé en 2006 pour Alburgh.